# 張珠ヒ
張珠姬（チャン・ジュヒ、朝鮮語: 장주희、1985年 8月28日 〜 ）は、大韓民国の韓国放送公社 (KBS) 所属の気象キャスター。

## 学歴
- 2004年 〜 2008年、同徳女子大学校 放送演芸科 学士

## 経歴
- 2010年、KBS 気象キャスター